# Prix fédéral de lutte contre la pauvreté
Le Prix fédéral de lutte contre la pauvreté est une distinction belge qui, depuis 2009, est décernée chaque année par le SPP Intégration sociale, Lutte contre la pauvreté et Économie sociale au nom des autorités fédérales. Avec ce prix, les autorités fédérales souhaitent encourager les citoyens et les organisations à contribuer à l’édification d’une société plus chaleureuse en combattant la pauvreté sous toutes ses formes,.

## Aperçu du prix

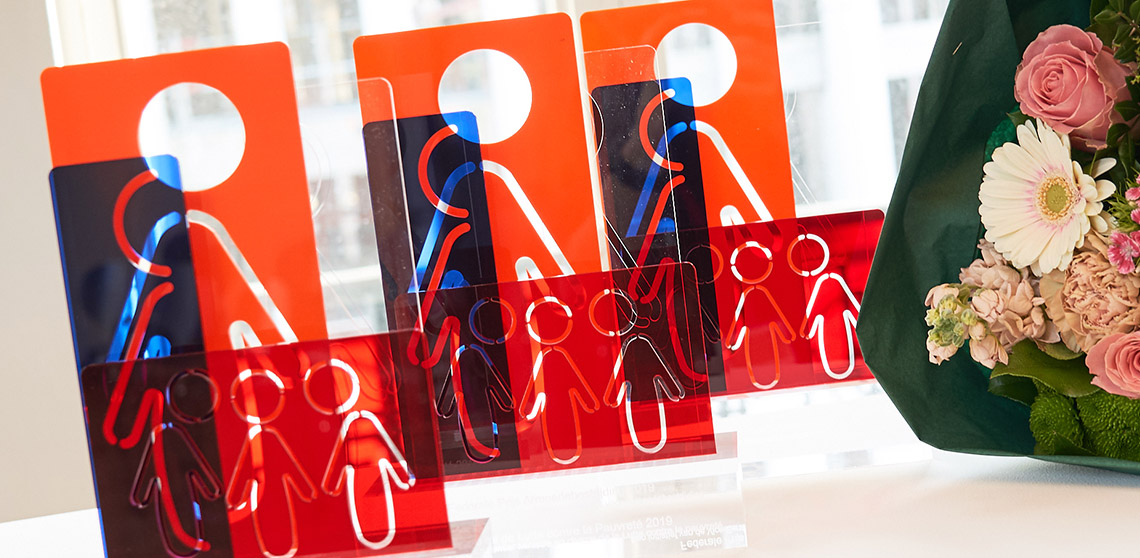
Trophées du Prix fédéral de lutte contre la pauvreté

### Historique
Les origines du prix remontent au premier Plan fédéral de lutte contre la pauvreté, approuvé le 4 juillet 2008 en Conseil des ministres à l’initiative du secrétaire d’État à la Lutte contre la pauvreté, M. Jean-Marc Delizée. Ce plan rassemblait des initiatives et des mesures prises par les ministres fédéraux et les secrétaires d’État pour mettre fin à la pauvreté. Comme chacun partait de son propre domaine de compétence, le secrétaire d’État à la Lutte contre la pauvreté s’est vu attribuer un rôle de coordination en vue de réaliser les objectifs avec l’ensemble des collègues,.
Le Plan fédéral de lutte contre la pauvreté, qui en est à sa quatrième édition en 2021, complète le Plan d’action national pour l’inclusion sociale (PANIncl). Ce dernier regroupe toutes les actions des niveaux fédéral et régional. Il va de soi que les deux plans sont indépendants l’un de l’autre.

### Candidatures
Chaque année, le SPP Intégration sociale lance un appel à projets, invitant chacun à soumettre un dossier sur une thématique particulière. Parmi les problématiques abordées ces dernières années, citons notamment la pauvreté infantile, le sans-abrisme et le logement, la collaboration avec des experts du vécu en matière de pauvreté et d’exclusion sociale, etc. L’organisation candidate doit avoir son siège social en Belgique. L’appel est ouvert aux ASBL, CPAS, ONG et à toute autre organisation à but non lucratif.
Il importe que les projets soient à la fois innovants et transférables, afin que d’autres puissent s’en inspirer pour développer des initiatives similaires.

### Sélection et jury

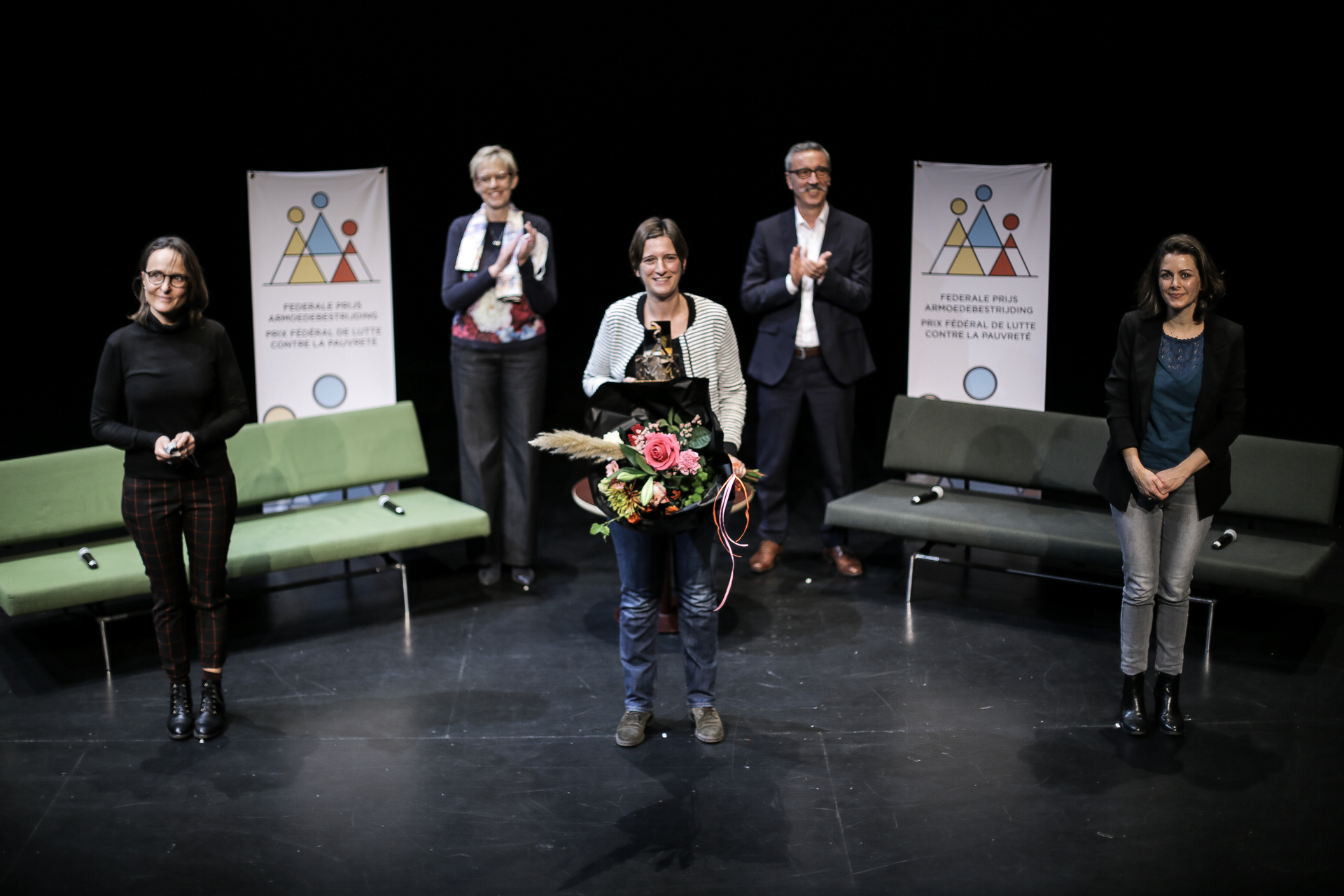
Lauréats du Prix fédéral de lutte contre la pauvreté 2020

Les dossiers soumis sont étudiés par un jury, qui établit une liste restreinte de 9 finalistes, soit 3 candidats pour chacune des 3 régions : la Wallonie, la Flandre et la Région de Bruxelles-Capitale. Les lauréats − un par région − sont sélectionnés dans cette liste.
De 2008 à 2017, la désignation des lauréats était réservée au jury. Ce jury se compose toujours de représentants du SPP Intégration sociale, du cabinet du secrétaire d’État ou du ministre compétent, des trois fédérations régionales des CPAS (la VVSG, Brulocalis, l’UVCW) et du Service de lutte contre la pauvreté, la précarité et l’exclusion sociale. En fonction du thème, le jury était complété d’experts issus du monde académique et du terrain. 

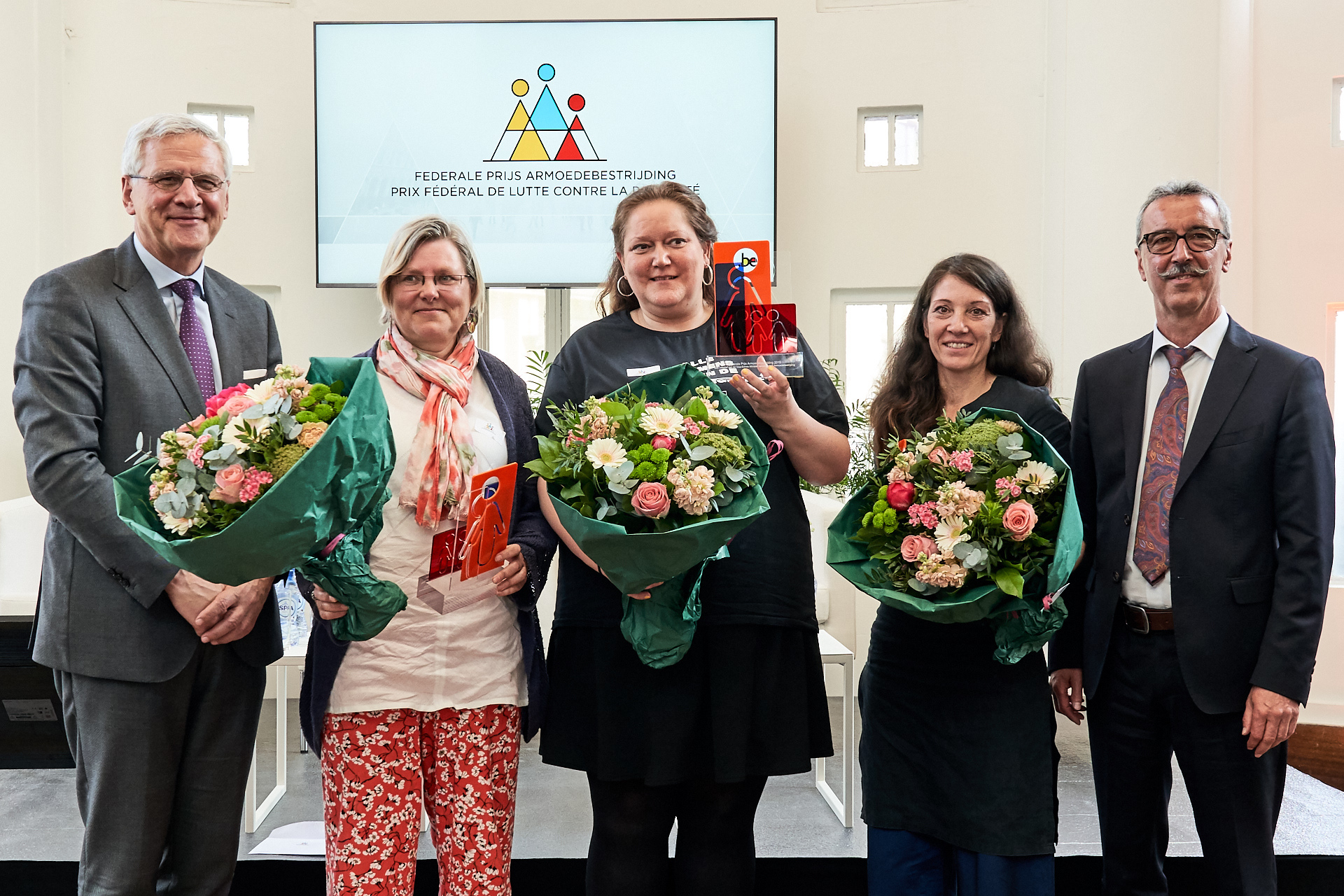
Lauréats du Prix fédéral de lutte contre la pauvreté 2019

En 2018, à l’occasion du dixième anniversaire du prix, les lauréats des années précédentes ont tous été invités à soumettre un nouveau dossier, illustrant l’évolution de leur projet. Une fois les finalistes sélectionnés par le jury, le choix des lauréats a été confié au public par le biais d’un vote en ligne. Depuis, les 3 lauréats sont toujours désignés par le public.

### Récompense
Le prix a pour objectif d’inspirer les autres organisations et de les encourager à participer à la lutte contre la pauvreté. En guise de récompense pour le travail fourni, le SPP Intégration sociale décerne la somme de 10 000 euros à chaque lauréat. Les 9 candidats finalistes bénéficient en outre d’un reportage photo et vidéo sur le fonctionnement de leur organisation.

### Une cérémonie aux allures royales
Depuis sa première édition, le prix accueille toujours un représentant de la Famille royale belge. En 2009, la cérémonie a eu lieu en la présence de Sa Majesté le roi Albert II de Belgique. Le flambeau a ensuite été repris par Son Altesse Royale la princesse Astrid de Belgique, puis par Sa Majesté la reine Mathilde de Belgique.
La remise du prix avait traditionnellement lieu avant les vacances d’été. En 2020, il a été décidé de l’organiser au plus tôt après le 17 octobre, date de la Journée internationale pour l’élimination de la pauvreté.

## Aperçu des lauréats et des nommés
| Année | Mention finale | Organisation                                                                          | Lieu                   |
| ----- | -------------- | ------------------------------------------------------------------------------------- | ---------------------- |
| 2022  | Lauréat        | Digitaal Inclusieve Wijk - Elegast, Stad Antwerpen en SAAMO                           | Anvers                 |
| 2022  | Lauréat        | Bibliothèques Sans Frontières Belgique                                                | Bruxelles              |
| 2022  | Lauréat        | Fondation pour l'Inclusion Digitale                                                   | Rixensart              |
| 2022  | Nommé          | Hobo vzw                                                                              | Bruxelles              |
| 2022  | Nommé          | CIEP Liège asbl                                                                       | Liège                  |
| 2022  | Nommé          | Link in de Kabel vzw                                                                  | Louvain                |
| 2022  | Nommé          | Interface3.Namur                                                                      | Namur                  |
| 2022  | Nommé          | Le réseau des Informaticien·ne·s Public·que·s de Bruxelles                            | Bruxelles              |
| 2022  | Nommé          | OCMW Brugge                                                                           | Bruges                 |
| 2021  | Lauréat        | Gemeente Mol                                                                          | Mol                    |
| 2021  | Lauréat        | Unis-Vers Diogène - CPAS de Forest                                                    | Forest                 |
| 2021  | Lauréat        | Sortir du bois                                                                        | Liège                  |
| 2021  | Nommé          | asbl microStart                                                                       | Bruxelles              |
| 2021  | Nommé          | Conso'Aimable ASBL                                                                    | Liège                  |
| 2021  | Nommé          | Betonne Jeugd vzw                                                                     | Anvers                 |
| 2021  | Nommé          | Centre Public d'Action Sociale La Louvière                                            | La Louvière            |
| 2021  | Nommé          | asbl Maks                                                                             | Bruxelles              |
| 2021  | Nommé          | vzw T'ANtWOORD, vereniging tegen armoede en sociale uitsluiting                       | Turnhout               |
| 2020  | Lauréat        | Vierdewereldgroep Mensen voor Mensen vzw                                              | Alost                  |
| 2020  | Lauréat        | Le Petit Vélo Jaune ASBL                                                              | Bruxelles              |
| 2020  | Lauréat        | La Maison Source ASBL                                                                 | Barvaux                |
| 2020  | Nommé          | CAW Brussel – Team Gezinsondersteuning Ketjes BXL                                     | Bruxelles              |
| 2020  | Nommé          | CPAS de Saint-Trond                                                                   | Saint-Trond            |
| 2020  | Nommé          | Centre d’Action Laïque de la Province de Liège                                        | Liège                  |
| 2020  | Nommé          | Relais Social Urbain de Mons – Borinage – Housing First Famille                       | Mons                   |
| 2020  | Nommé          | Community Land Trust Bruxelles                                                        | Bruxelles              |
| 2020  | Nommé          | CPAS d’Eeklo                                                                          | Eeklo                  |
| 2019  | Nommé          | De Zuidpoort vzw                                                                      | Gand                   |
| 2019  | Nommé          | ATD Quart Monde Belgique ASBL                                                         | Bruxelles              |
| 2019  | Nommé          | Le Babibar (Les Parents jardiniers ASBL)                                              | Liège                  |
| 2019  | Nommé          | Enchanté vzw                                                                          | Gand                   |
| 2019  | Nommé          | CPAS de Courtrai                                                                      | Courtrai               |
| 2019  | Nommé          | CPAS de Charleroi                                                                     | Charleroi              |
| 2019  | Nommé          | Comme Chez Nous ASBL                                                                  | Gand                   |
| 2019  | Nommé          | Huneeds ASBL                                                                          | Bruxelles              |
| 2019  | Nommé          | SMES-B ASBL                                                                           | Bruxelles              |
| 2018  | Lauréat        | Slaatje Praatje – CPAS de Berlare                                                     | Berlare                |
| 2018  | Lauréat        | Racynes ASBL                                                                          | Haccourt               |
| 2018  | Lauréat        | ILOT ASBL                                                                             | Bruxelles              |
| 2018  | Nommé          | RIMO Limburg vzw                                                                      | Heusden-Zolder         |
| 2018  | Nommé          | De Ruimtevaart vzw                                                                    | Louvain                |
| 2018  | Nommé          | Samenlevingsopbouw Brussel ASBL                                                       | Molenbeek-Saint-Jean   |
| 2018  | Nommé          | Mentor-Escale                                                                         | Bruxelles              |
| 2018  | Nommé          | Réseau wallon pour l’accès durable à l’énergie (RWADE)                                | Namur                  |
| 2018  | Nommé          | Le monde des possibles ASBL                                                           | Liège                  |
| 2017  | Lauréat        | RIMO Limburg vzw                                                                      | Heusden-Zolder         |
| 2017  | Lauréat        | Centre Théâtral Luxembourgeois − Théâtre des Travaux et des Jours ASBL                | Durbuy                 |
| 2017  | Lauréat        | Le Petit Vélo Jaune ASBL                                                              | Watermael-Boitsfort    |
| 2017  | Nommé          | CPAS de Genk                                                                          | Genk                   |
| 2017  | Nommé          | Slaatje Praatje – CPAS de Berlare                                                     | Berlare                |
| 2017  | Nommé          | Lhiving ASBL                                                                          | Bruxelles              |
| 2017  | Nommé          | Hobo ASBL                                                                             | Bruxelles              |
| 2017  | Nommé          | Form’Anim ASBL                                                                        | Seraing                |
| 2017  | Nommé          | CPAS de Chimay                                                                        | Chimay                 |
| 2016  | Lauréat        | Le monde des possibles ASBL                                                           | Liège                  |
| 2016  | Lauréat        | Maison sociale Malines                                                                | Malines                |
| 2016  | Lauréat        | Infirmiers de rue ASBL                                                                | Bruxelles              |
| 2016  | Nommé          | Mentor-Escale                                                                         | Bruxelles              |
| 2016  | Nommé          | Le Petit Vélo Jaune ASBL                                                              | Bruxelles              |
| 2016  | Nommé          | ILOT ASBL                                                                             | Bruxelles              |
| 2016  | Nommé          | Collectif des femmes ASBL                                                             | Louvain-la-Neuve       |
| 2016  | Nommé          | bvba Patrick Van Buggenhout – MyTrustO                                                | Keerbergen             |
| 2016  | Nommé          | Samen Divers vzw                                                                      | Ostende                |
| 2015  | Lauréat        | A’kzie vzw                                                                            | Courtrai               |
| 2015  | Lauréat        | Crédal Plus ASBL                                                                      | Louvain-la-Neuve       |
| 2015  | Lauréat        | Samenlevingsopbouw Brussel ASBL                                                       | Molenbeek-Saint-Jean   |
| 2015  | Nommé          | CPAS de Wavre-Sainte-Catherine                                                        | Wavre-Sainte-Catherine |
| 2015  | Nommé          | Diogènes ASBL                                                                         | Bruxelles              |
| 2015  | Nommé          | CPAS d’Etterbeek                                                                      | Bruxelles              |
| 2015  | Nommé          | La Maison’Elle ASBL                                                                   | Rixensart              |
| 2015  | Nommé          | Federatie van Marokkaanse Verenigingen vzw                                            | Borgerhout             |
| 2015  | Nommé          | CPAS de Charleroi                                                                     | Charleroi              |
| 2014  | Lauréat        | Recht-Op                                                                              | Hoboken                |
| 2014  | Lauréat        | CPAS de Chaumont-Gistoux                                                              | Chaumont-Gistoux       |
| 2014  | Lauréat        | CEMO ASBL                                                                             | Bruxelles              |
| 2014  | Nommé          | Médecins du Monde Belgique                                                            | Bruxelles              |
| 2014  | Nommé          | Entre2Wallonie ASBL                                                                   | Charleroi              |
| 2014  | Nommé          | CPAS de Watermael-Boitsfort                                                           | Bruxelles              |
| 2014  | Nommé          | CPAS de Liège − service du Relais Logement                                            | Liège                  |
| 2014  | Nommé          | VOS vzw                                                                               | Gand                   |
| 2014  | Nommé          | Arm in Arm Wonen                                                                      | Anvers                 |
| 2013  | Lauréat        | SOCiAL, partenariat entre CPAS de l’arrondissement Louvain                            | Tremelo                |
| 2013  | Lauréat        | Service Laïque de Parrainage ASBL                                                     | Bruxelles              |
| 2013  | Lauréat        | CPAS de Péruwelz                                                                      | Péruwelz               |
| 2013  | Nommé          | CPAS de Vilvorde                                                                      | Vilvorde               |
| 2013  | Nommé          | Nasci ASBL                                                                            | Bruxelles              |
| 2013  | Nommé          | Lokaal Welzijn vzw                                                                    | Herselt                |
| 2013  | Nommé          | CPAS de Saint-Gilles                                                                  | Bruxelles              |
| 2013  | Nommé          | CPAS de Charleroi                                                                     | Charleroi              |
| 2013  | Nommé          | Coordination Générale Saint-Léonard ASBL                                              | Liège                  |
| 2012  | Lauréat        | Relais social de Charleroi                                                            | Charleroi              |
| 2012  | Lauréat        | CPAS de Zottegem                                                                      | Zottegem               |
| 2012  | Lauréat        | MicroStart Support                                                                    | Bruxelles              |
| 2012  | Nommé          | Racynes ASBL                                                                          | Haccourt               |
| 2012  | Nommé          | Lucia De Dycker (particulier)                                                         | Wetteren               |
| 2012  | Nommé          | Le monde des possibles ASBL                                                           | Liège                  |
| 2012  | Nommé          | CPAS de Molenbeek-Saint-Jean                                                          | Bruxelles              |
| 2012  | Nommé          | Comité de la Samaritaine ASBL                                                         | Bruxelles              |
| 2012  | Nommé          | Buurtdiensten Gent Noord vzw                                                          | Gand                   |
| 2011  | Lauréat        | Assembl’âges ASBL                                                                     | Bruxelles              |
| 2011  | Lauréat        | CPAS de Balen                                                                         | Balen                  |
| 2011  | Lauréat        | Groupe Animation Basse Sambre (GABS) ASB − Bébé-Bus                                   | Auvelais               |
| 2011  | Nommé          | CPAS de Zottegem                                                                      | Zottegem               |
| 2011  | Nommé          | MAKS                                                                                  | Bruxelles              |
| 2011  | Nommé          | CPAS de Bruxelles                                                                     | Bruxelles              |
| 2011  | Nommé          | Buurtwerk ’t Lampeke                                                                  | Louvain                |
| 2011  | Nommé          | Service Jeunesse CPAS de Charleroi                                                    | Marcinelle             |
| 2011  | Nommé          | ASBL Relogeas (Groupe partenariat logement de Charleroi)                              | Monceau-sur-Sambre     |
| 2010  | Lauréat        | SMES-B ASBL                                                                           | Bruxelles              |
| 2010  | Lauréat        | Miroir Vagabond ASBL                                                                  | Bourdon                |
| 2010  | Lauréat        | KRAS vzw                                                                              | Gand                   |
| 2010  | Nommé          | Médecins du Monde Belgique                                                            | Bruxelles              |
| 2010  | Nommé          | Leren Ondernemen devenu RUIMTEVAART                                                   | Louvain                |
| 2010  | Nommé          | Service d’aide aux familles et aux personnes âgées                                    | Verviers               |
| 2010  | Nommé          | Fami-Home ASBL                                                                        | Bruxelles              |
| 2010  | Nommé          | Buurtwerk ’t Lampeke                                                                  | Louvain                |
| 2010  | Nommé          | Agricall ASBL                                                                         | Namur                  |
| 2009  | Lauréat        | SMES-B ASBL                                                                           | Bruxelles              |
| 2009  | Lauréat        | Miroir Vagabond ASBL                                                                  | Bourdon                |
| 2009  | Lauréat        | KRAS vzw                                                                              | Gand                   |
| 2009  | Nommé          | Médecins du Monde Belgique                                                            | Bruxelles              |
| 2009  | Nommé          | Leren Ondernemen devenu RUIMTEVAART                                                   | Louvain                |
| 2009  | Nommé          | Service d’aide aux familles et aux personnes âgées                                    | Verviers               |
| 2009  | Nommé          | Fami-Home ASBL                                                                        | Bruxelles              |
| 2009  | Nommé          | Buurtwerk ’t Lampeke                                                                  | Louvain                |
| 2009  | Nommé          | Agricall ASBL                                                                         | Namur                  |
| 2008  | Lauréat        | Wijkgezondheidscentrum ’t Spoor – Borgerhout                                          | Borgerhout             |
| 2008  | Lauréat        | Centre d’appui aux services de médiation de dettes de la Région de Bruxelles-Capitale | Bruxelles              |
| 2008  | Lauréat        | La Maison Ouverte                                                                     | Marchienne-au-Pont     |
| 2008  | Nommé          | Projet Herscham de la police des chemins de fer SPC Métro (Police fédérale)           | Bruxelles              |
| 2008  | Nommé          | Projet Energie en Armoede de l’institut Samenlevingsopbouw Antwerpen Provincie        | Malines                |
| 2008  | Nommé          | Daklozen Aktie Komitee (DAK) de la Ville d’Anvers                                     | Anvers                 |
| 2008  | Nommé          | Solidarités Nouvelles ASBL                                                            | Charleroi              |
| 2008  | Nommé          | Réseau wallon pour l’accès durable à l’énergie (RWADE)                                | Namur                  |
| 2008  | Nommé          | Infirmiers de rue ASBL                                                                | Bruxelles              |